# Lộc Thọ
Lộc Thọ là một phường cũ thuộc thành phố Nha Trang, tỉnh Khánh Hòa, Việt Nam. Phường được giải thể vào 16 tháng 6 năm 2025 theo Nghị quyết số 1667/NQ-UBTVQH15 của Ủy ban Thường vụ Quốc hội để hợp nhất thành phường Nha Trang.

## Địa lý và dân số
Phường Lộc Thọ có diện tích tự nhiên là 1,37 km², có chiều dài đường bờ biển hơn 3000 m. Về vị trí địa lý, phường Lộc Thọ phía Bắc giáp phường Xương Huân, phường Vạn Thạnh; phía Tây giáp phường Phương Sài, phường Phước Tiến, phường Tân Lập; phía Nam giáp phường Vĩnh Nguyên; phía Đông giáp Biển Đông. Dân số của phường Lộc Thọ là 12.921 người và được chia thành 18 tổ dân phố, mật độ dân số đạt 9.144 người/km².

## Kinh doanh
Ngành nghề kinh doanh chủ yếu của phường Lộc Thọ là phát triển về dịch vụ du lịch. Hiện nay, trên địa bàn phường Lộc Thọ có 528 nhà hàng, khách sạn, nhà nghỉ và các trung tâm thương mại phục vụ khách du lịch và người dân địa phương. Hoạt động kinh doanh của các cơ sở dịch vụ du lịch đóng góp vào nguồn thu ngân sách nhà nước hàng năm và góp phần thúc đẩy các ngành khác phát triển theo; thu hút nhiều lao động đến làm việc.

## Lịch sử
Vào tháng 9 năm 1975, phường Lộc Thọ được thành lập nên cùng những phường khác tại Thị xã Nha Trang (cũ) từ sự hợp nhất hai quận là quận 1 và quận 2. Sau đó, UBND phường Lộc Thọ được thành lập nên vào ngày 11 tháng 12 năm 1975 theo Quyết định số 14/QĐ-UBND của UBND tỉnh Phú Khánh (nay là tỉnh Khánh Hòa). Qua hàng chục năm thành lập và phát triển, Lộc Thọ hiện nay là một phường trung tâm của tỉnh Khánh Hòa.
Ngày 1 tháng 7 năm 2025, theo Nghị quyết số 1667/NQ-UBTVQH15 của Ủy ban Thường vụ Quốc hội, Phường được giải thể để hợp nhất thành phường Nha Trang.